# Hu Jianbing
Hu Jianbing (chin.: 胡建兵; * 1965) ist ein chinesischer Shengspieler und Komponist.

## Leben
Hu wurde von seinem Vater Hu Zhiguo in den traditionellen chinesischen Instrumenten Sheng, Suona und Guanzi unterrichtet. Er debütierte zehnjährig als Solist und studierte vom dreizehnten bis zum achtzehnten Lebensjahr am Kunstkolleg der Provinz Gansu. Danach war er Schüler des Shengmeisters Mu Shanping in Jinan. Von 1985 bis 1989 studierte er am Zentralen Musikkonservatorium Sheng bei Feng Haiyun, Guanzi bei Hu Zhihou und Komposition bei Li Bingyang und Guo Wenjing.
1989 spielte Zhou Wang die Uraufführung von Hus Stück für Guzheng Autumn Melody, ein Auftragswerk Hus wurde im Folgejahr vom Hong Kong Chinese Orchestra uraufgeführt. Er trat mit den Instrumentalisten Hu Zhihou und Li Zhengui auf und nahm ein Album mit traditioneller chinesischer Musk bei Philips Records auf. 1993 gewann er in Taiwan einen Kompositionspreis mit dem Stück Fragrant as Ever, das mit zwei weiteren Stücken von Hu Zhihou und Wang Zhongshan auf Platte aufgenommen wurde.
1996 unternahm Hu mit dem National Traditional Orchestra of China eine Tournee durch die USA, im Folgejahr führte das Central National Orchestra of China in Peking ein Programm mit seinen Kompositionen auf. 1998 übersiedelte Hu nach New York. Hier gründete er die Chinese Performing Arts of North America, deren Präsident er ist. Das People's Music Publishing House veröffentlichte 2000 die Sammlungen The Compositions of Guanzi und The Compositions of Guzheng, die jeweils Werke Hus enthielten.
Seit 2001 ist Hu Mitglied von Yo-Yo Mas Silk Road Ensemble, mit dem er u. a. in der Carnegie Hall, dem Lincoln Center, der Merkin Concert Hall und dem Bostoner Sanders Theatre auftrat und weltweite Tourneen unternahm. 2004 führte er bei einem Konzert von Pro Musicis in Paris mit Bao Jian sein Stück Dancing with Ghosts auf. Im gleichen Jahr trat er mit Bao beim Guanzi and Sheng Contemporary Music Concert in der Carnegie Hall auf und wirkte beim Konzert Masters of Chinese Music im Lincoln Center mit. 2007 war er Gastinterpret beim Festival für moderne Musik des chinesischen Zentralkonservatoriums, bei dem seine Komposition The Refined Orchid ausgezeichnet wurde. 2010 hielt er an der Harvard University einen Vortrag über chinesische Musik.